# Estadio Olímpico Santa Rosa
El Estadio Olímpico Santa Rosa es un estadio multiusos. Está ubicado en la ciudad de San Gabriel, provincia de Carchi. Fue inaugurado el 31 de diciembre de 2006. Es usado para la práctica del fútbol, tiene capacidad para 5000 espectadores. 

## Historia
El estadio ha desempeñado un importante papel en el fútbol local, ya que los clubes de San Gabriel como el Club Deportivo San Gabriel hacen de local en este escenario deportivo, que participan en la Segunda Categoría de Ecuador.
El estadio es sede de distintos eventos deportivos a nivel local, ya que también es usado para los campeonatos escolares de fútbol o barriales que se desarrollan en la ciudad en las distintas categorías, también puede ser usado para eventos culturales, artísticos, musicales de la localidad.
El estadio tiene instalaciones modernas con camerinos para árbitros, equipos local y visitante, zona de calentamiento, cabinas de prensa, y muchas más comodidades para los aficionados.
Además, el recinto deportivo es sede de:
- Campeonatos Intercolegiales de fútbol.
- Entrenamientos disciplinas fútbol y atletismo

En el estadio se han realizado varios torneos amistosos que involucran la participación activa de toda la comunidad, estas prácticas ayudan a fomentar el deporte entre la población; otro hecho importante que vale destacar es que el estadio será sede del torneo zonal de Segunda Categoría, el club local Deportivo San Gabriel hará las veces de local en este escenario deportivo.